# Ida Dwinger
Ida Dwinger (* 6. März 1957) ist eine dänische Schauspielerin.

## Biografie
Ida Dwinger absolvierte 1984 ihr Schauspielstudium am Odense Teater. Anschließend spielte sie mehrere Jahre Theater, bevor sie als Rositta Seemann in dem 1993 erschienenen und von Anders Refn inszenierten Drama Schwarze Ernte an der Seite von Ole Ernst und Sofie Gråbøl auf der Leinwand debütierte. Bei der Verleihung des dänischen Filmpreises Robert 2010 wurde sie für ihr Spiel in dem Drama Kærestesorger als Beste Nebendarstellerin nominiert.

## Filmografie (Auswahl)
- 1993: Schwarze Ernte (Sort høst)
- 1997: Gnadenlose Verführung (Sekten)
- 2002: Die Kinder meiner Schwester im Schnee (Min søsters børn i sneen)
- 2002: Für immer und ewig (Elsker Dig For Evigt)
- 2002: Kein hören, kein sehen... (Ikke høre, ikke se...)
- 2003: Alt, neu, geliehen & blau (Se til venstre, der er en svensker)
- 2003: Reconstruction
- 2005: Allegro
- 2005: Fluerne på væggen
- 2006: Nach der Hochzeit (Efter brylluppet)
- 2007: Fightgirl Ayşe (Fighter)
- 2009: Kærestesorger
- 2014: 1864 – Liebe und Verrat in Zeiten des Krieges (1864, Fernsehserie)